# Giovanni Boccardi
Giovanni Di Giuliano Boccardi appelé aussi Boccardino il Vecchio est un enlumineur florentin né en 1460 et mort le 1er mars 1529.

## Biographie

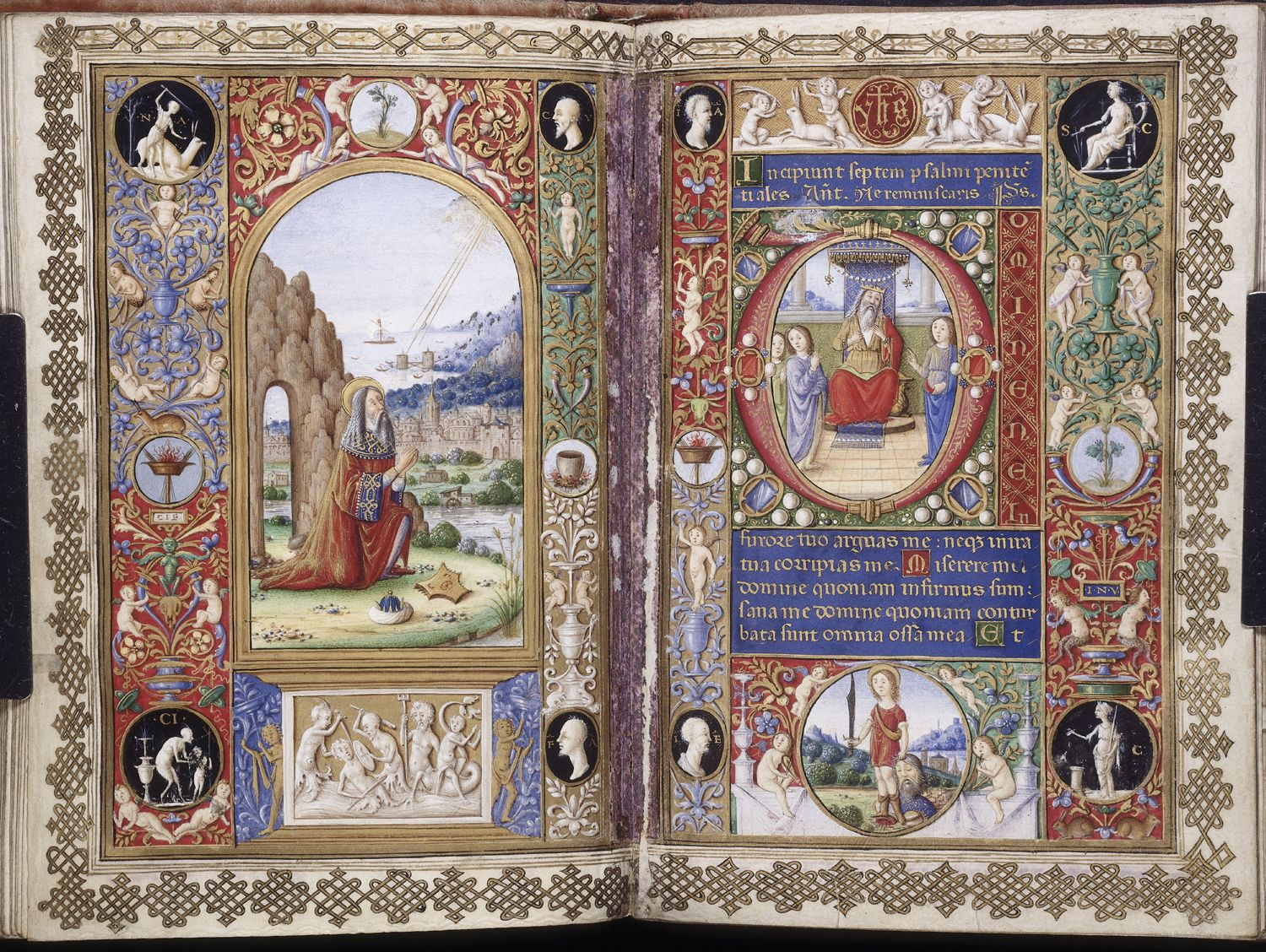
Heures de Laudomia de Medicis.

Les archives permettent de reconstituer son parcours de manière assez précise : il est né en 1460 à Florence de Giuliano Boccardi et de Caterina di Bartolomeo Busini. A 20 ans, il est en apprentissage chez le libraire Bastiano. Cependant, les premiers manuscrits attribués semblent indiquer qu'il était en apprentissage chez Francesco d'Antonio del Chierico dès 1475. Des paiements datés de 1477 à 1480 indiquent qu'il appartient à la Compagnia della Purificazione e di San Zanobi. 
Sa trace se retrouve dans plusieurs commandes pour des institutions religieuses : le monastère de San Benedetto à Gubbio (1499), l'abbaye du Mont-Cassin en 1509 puis de nouveau en 1521-1522 avec son fils, la cathédrale Santa Maria del Fiore et la Basilique San Lorenzo de Florence en 1511 et 1514. En 1515, il réalise plusieurs manuscrits pour un antiphonaire pour le monastère de la Badia Fiorentina, ce que confirme Vasari dans sa vie de Gherardo del Fora. En 1517, il décore plusieurs manuscrits pour le monastère Saint-Pierre de Pérouse, ainsi que l'année suivante, se déplaçant sur place pour ce travail. En 1519, il décore un antiphonaire pour la cathédrale de Sienne. Il travaille également pour des aristocrates d'après les manuscrits qui lui sont attribués, comme les Médicis ou Mathias Corvin. 
Il collabore à de nombreuses reprises avec son fils Francesco Boccardi (1498-1547) dit Boccardino Giovane, mais également avec Attavante degli Attavanti, Monte di Giovanni del Fora, Mariano del Buono, ou Stefano Lunetti. En 1525, il est membre de la compagnie de Saint-Luc de la ville. Il meurt le 1er mars 1529 et est enterré à l'église des Ermini de Florence.

## Style
Son style fait preuve de peu d'innovation par rapport à ses prédécesseurs. Il montre un grand intérêt pour les décors antiques et notamment les camées dont il s'inspire. Il reprend des motifs de Domenico Ghirlandaio dans ses représentations de paysages. 

## Œuvres

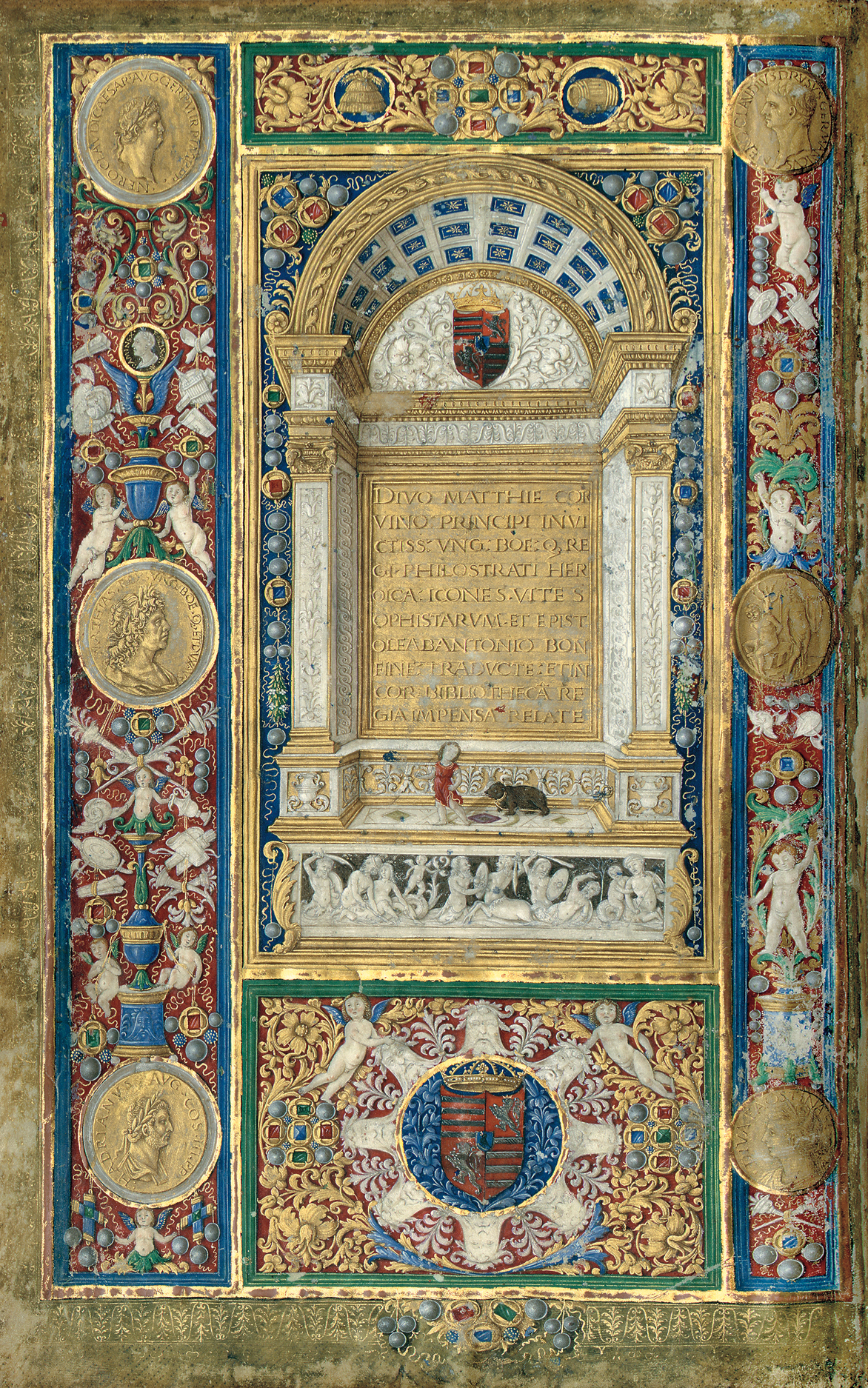
Manuscrit de Philostrate pour George Szatmári.

- Livre d'heures, Morgan Library and Museum, M.80[3]
- Les Héroïques de Philostrate le Jeune, vers 1481-1482, pour Mathias Corvin, Bibliothèque nationale Széchényi, Budapest, Clm 417
- Mahzor, vers 1490, coll. part., passé en vente chez Christie's le 11 mai 2012 (lot 62)[4]
- Livre d'heures de Laudomia de’Medici, fille de Lorenzo di Pierfrancesco de Médicis, à l'occasion de son mariage, 1502, en collaboration avec Attavante degli Attavanti, Mariano del Buono et Stefano Lunetti, British Library, Yates Thompson Ms.30[5]
- Série de livres de chœurs pour l'abbaye de la Badia Fiorentina, vers 1512, en collaboration avec Monte di Giovanni del Fora, Musée San Marco, Cod.542-544
- Livre d'heures de Laurent II de Médicis, offert par Léon X à l'occasion de son mariage, vers 1518, en collaboration avec Francesco Boccardi et Stefano Lunetti, Musée Lázaro Galdiano, Ms.13312
- Bréviaire pour George Szatmári (en), vers 1523-1524, Bibliothèque nationale de France, MS. Lat. 8879[6]
- Livre d'heures, Munich, Bayerische Staatsbibliothek, Clm. 23639
- Graduel, Abbaye du Mont-Cassin, Cor.GG
- Antiphonaire pour la cathédrale Santa Maria Assunta de Sienne, Biblioteca comunale degli Intronati, Ms.26